# Calliphora axata
Calliphora axata este o specie de muște din genul Calliphora, familia Calliphoridae, descrisă de Seguy în anul 1946. Conform Catalogue of Life specia Calliphora axata nu are subspecii cunoscute.